# Campionati europei di pattinaggio di figura 2017
I Campionati europei di pattinaggio di figura 2017 sono la 109ª edizione della competizione di pattinaggio di figura, valida per la stagione 2016-2017. Si sono svolti dal 25 al 29 gennaio 2017 all'Ostravar Aréna di Ostrava (Repubblica Ceca). In programma le gare di singolo maschile e femminile, coppie e danza su ghiaccio. Saranno ammessi i pattinatori nati entro il 1º luglio 2001, provenienti da una nazione europea membro della International Skating Union.

## Numero di partecipanti per discipline
In base ai risultati del Campionato europeo 2016, ogni nazione membro dell'ISU può schierare da 1 a 3 partecipanti.
| Posti                                            | Singolo maschile                       | Singolo femminile                                 | Coppie                      | Danza su ghiaccio                                |
| ------------------------------------------------ | -------------------------------------- | ------------------------------------------------- | --------------------------- | ------------------------------------------------ |
| 3                                                | Russia Israele                         | Russia                                            | Russia Italia Germania      | Russia Italia                                    |
| 2                                                | Belgio Rep. Ceca Francia Italia Spagna | Finlandia Francia Germania Italia Lettonia Svezia | Francia Austria Bielorussia | Francia Regno Unito Slovacchia Danimarca Israele |
| I paesi non in lista hanno un solo partecipante. |                                        |                                                   |                             |                                                  |

## Partecipanti
Sono stati ammessi i pattinatori che hanno compiuto 15 anni entro il 1º luglio 2014.
Le Associazioni Nazionali selezionano i partecipanti secondo i propri criteri ma valgono le regole ISU che i loro atleti debbano aver conseguito il punteggio tecnico minimo richiesto ad un evento internazionale prima dei Campionati del Mondo, al fine di essere ammessi a partecipare a questo evento.
Le medaglie sono assegnate nelle discipline del singolo maschile, singolo donne, coppie e danza su ghiaccio. L'evento sarà determinante per il numero di partecipanti che ogni paese potrà inviare ai Campionati europei 2016.
| Paese       | Singolo maschile                                 | Singolo femminile                                | Coppie | Danza su ghiaccio                                                                                           |
| ----------- | ------------------------------------------------ | ------------------------------------------------ | --- | --- |
| Armenia     | Slavik Hayrapetyan                               | Anastasia Galustyan                              | | Tina Garabedian / Simon Proulx-Sénécal                                                                      |
| Austria     | Mario-Rafael Ionian                              | Kerstin Frank                                    | Miriam Ziegler / Severin Kiefer                                                                              | |
| Azerbaigian | Larry Loupolover                                 |                                                  | | Varvara Ogloblina / Mikhail Zhirnov                                                                         |
| Bielorussia | Anton Karpuk                                     |                                                  | Tatiana Danilova / Mikalai Kamianchuk                                                                        | Viktoria Kavaliova / Yurii Bieliaiev                                                                        |
| Belgio      | Jorik Hendrickx                                  | Loena Hendrickx                                  | | |
| Bulgaria    | Nicky Obreykov                                   | Hristina Vassileva                               | | |
| Croazia     | Nicholas Vrdoljak                                |                                                  | Lana Petranović / Antonio Souza-Kordeiru                                                                     | |
| Rep. Ceca   | Jiří Bělohradský Michal Březina                  | Michaela Lucie Hanzlíková                        | Anna Dušková / Martin Bidař                                                                                  | Nicole Kuzmichová / Alexandr Sinicyn                                                                        |
| Danimarca   |                                                  |                                                  | | Laurence Fournier Beaudry / Nikolaj Sørensen                                                                |
| Estonia     | Daniel Albert Naurits                            | Helery Hälvin                                    | | Katerina Bunina / Germand Frolov                                                                            |
| Finlandia   | Valtter Virtanen                                 | Viveca Lindfors Emmi Peltonen                    | | Cecilia Törn / Jussiville Partanen                                                                          |
| Francia     | Chafik Besseghier Kevin Aymoz                    | Laurine Lecavelier Maé-Bérénice Méité            | Vanessa James / Morgan Ciprès Lola Esbrat / Andrei Novoselov                                                 | Marie-Jade Lauriault / Romain Le Gac Gabriella Papadakis / Guillaume Cizeron                                |
| Georgia     | Moris Qvitelashvili                              |                                                  | | Tatiana Kozmava / Alexei Shumski                                                                            |
| Germania    | Paul Fentz                                       | Nicole Schott Nathalie Weinzierl                 | Aliona Savchenko / Bruno Massot Minerva Fabienne Hase / Nolan Seegert                                        | Kavita Lorenz / Joti Polizoakis                                                                             |
| Regno Unito | Graham Newberry                                  | Natasha McKay                                    | Zoe Jones / Christopher Boyadji                                                                              | Robynne Tweedale / Joseph Buckland Lilah Fear / Lewis Gibson                                                |
| Ungheria    | Alexander Borovoj                                | Ivett Tóth                                       | | Hanna Jakucs / Daniel Illes                                                                                 |
| Israele     | Oleksii Bychenko Daniel Samohin Mark Gorodnitsky | Aimee Buchanan                                   | Arina Cherniavskaia / Evgeni Krasnopolski                                                                    | Isabella Tobias / Ilia Tkachenko Adel Tankova / Ronald Zilberberg                                           |
| Italia      | Ivan Righini Maurizio Zandron                    | Carolina Kostner Roberta Rodeghiero              | Valentina Marchei / Ondřej Hotárek Nicole Della Monica / Matteo Guarise Rebecca Ghilardi / Filippo Ambrosini | Anna Cappellini / Luca Lanotte Charlène Guignard / Marco Fabbri Jasmine Tessari / Francesco Fioretti        |
| Lettonia    | Deniss Vasiļjevs                                 | Angelīna Kučvaļska                               | | Olga Jakushina / Andrey Nevskiy                                                                             |
| Lituania    |                                                  | Elžbieta Kropa                                   | Goda Butkutė / Nikita Ermolaev                                                                               | Taylor Tran / Saulius Ambrulevičius                                                                         |
| Paesi Bassi | Thomas Kennes                                    |                                                  | | |
| Norvegia    | Sondre Oddvoll Bøe                               | Anne Line Gjersem                                | | |
| Polonia     | Igor Reznichenko                                 | Colette Coco Kaminski                            | | Natalia Kaliszek / Maksym Spodyriev                                                                         |
| Russia      | Mikhail Kolyada Alexander Samarin Maxim Kovtun   | Evgenia Medvedeva Maria Sotskova Anna Pogorilaya | Ksenija Stolbova / Fëdor Klimov Evgenija Tarasova / Vladimir Morozov Natalia Zabiiako / Alexander Enbert     | Ekaterina Bobrova / Dmitri Soloviev Alexandra Stepanova / Ivan Bukin Victoria Sinitsina / Nikita Katsalapov |
| Romania     |                                                  | Julia Sauter                                     | | |
| Serbia      |                                                  | Antonina Dubinina                                | | |
| Slovacchia  | Michael Neuman                                   | Nicole Rajičová                                  | | Lucie Myslivečková / Lukáš Csölley                                                                          |
| Slovenia    |                                                  | Daša Grm                                         | | |
| Spagna      | Javier Fernández Javier Raya                     | Valentina Matos                                  | | Sara Hurtado / Kirill Khaliavin                                                                             |
| Svezia      | Alexander Majorov                                | Matilda Algotsson Joshi Helgesson                | | |
| Svizzera    | Stéphane Walker                                  | Yasmine Kimiko Yamada                            | Ioulia Chtchetinina / Noah Scherer                                                                           | Victoria Manni / Carlo Röthlisberger                                                                        |
| Turchia     | Engin Ali Artan                                  | Birce Atabey                                     | | Alisa Agafonova / Alper Uçar                                                                                |
| Ucraina     | Ivan Pavlov                                      | Anna Khnychenkova                                | | Aleksandra Nazarova / Maksym Nikitin                                                                        |

## Medagliere
| Pos.   | Paese    | Oro | Argento | Bronzo | Totale |
| ------ | -------- | --- | ------- | ------ | ------ |
| 1      | Russia   | 2   | 2       | 2      | 6      |
| 2      | Francia  | 1   | 0       | 1      | 2      |
| 3      | Spagna   | 1   | 0       | 0      | 1      |
| 4      | Italia   | 0   | 1       | 1      | 2      |
| 5      | Germania | 0   | 1       | 0      | 1      |
| Totale | Totale   | 4   | 4       | 4      | 12     |

## Risultati

### Singolo Maschile
| Posizione                         | Nome                  | Nazione     | Punteggio | Programma Corto | Programma Corto | Programma Libero | Programma Libero |
| --------------------------------- | --------------------- | ----------- | --------- | --------------- | --------------- | ---------------- | ---------------- |
| 1                                 | Javier Fernández      | Spagna      | 294.84    | 1               | 104.25          | 1                | 190.59           |
| 2                                 | Maxim Kovtun          | Russia      | 266.80    | 2               | 94.53           | 2                | 172.27           |
| 3                                 | Mikhail Kolyada       | Russia      | 250.18    | 4               | 83.96           | 3                | 166.22           |
| 4                                 | Jorik Hendrickx       | Belgio      | 242.56    | 5               | 82.50           | 5                | 160.06           |
| 5                                 | Oleksii Bychenko      | Israele     | 239.24    | 3               | 86.68           | 9                | 152.56           |
| 6                                 | Moris Qvitelashvili   | Georgia     | 238.20    | 10              | 76.85           | 4                | 161.35           |
| 7                                 | Deniss Vasiļjevs      | Lettonia    | 235.20    | 6               | 79.87           | 6                | 155.33           |
| 8                                 | Alexander Samarin     | Russia      | 230.87    | 9               | 77.26           | 7                | 153.61           |
| 9                                 | Chafik Besseghier     | Francia     | 227.59    | 11              | 76.19           | 10               | 151.40           |
| 10                                | Paul Fentz            | Germania    | 225.85    | 12              | 72.68           | 8                | 153.17           |
| 11                                | Alexander Majorov     | Svezia      | 217.98    | 7               | 78.87           | 12               | 139.11           |
| 12                                | Michal Březina        | Rep. Ceca   | 215.52    | 8               | 78.61           | 13               | 136.91           |
| 13                                | Ivan Righini          | Italia      | 210.15    | 14              | 69.96           | 11               | 140.19           |
| 14                                | Ivan Pavlov           | Ucraina     | 202.87    | 15              | 68.94           | 14               | 133.93           |
| 15                                | Kevin Aymoz           | Francia     | 199.47    | 13              | 71.26           | 18               | 128.21           |
| 16                                | Graham Newberry       | Regno Unito | 198.06    | 16              | 67.79           | 16               | 130.27           |
| 17                                | Stéphane Walker       | Svizzera    | 196.74    | 19              | 62.86           | 15               | 133.88           |
| 18                                | Javier Raya           | Spagna      | 195.54    | 17              | 66.67           | 17               | 128.87           |
| 19                                | Maurizio Zandron      | Italia      | 186.40    | 18              | 63.79           | 19               | 122.61           |
| 20                                | Jiří Bělohradský      | Rep. Ceca   | 181.62    | 20              | 60.99           | 21               | 120.63           |
| 21                                | Slavik Hayrapetyan    | Armenia     | 180.78    | 21              | 60.69           | 22               | 120.09           |
| 22                                | Daniel Albert Naurits | Estonia     | 176.10    | 24              | 55.14           | 20               | 120.96           |
| 23                                | Valtter Virtanen      | Finlandia   | 164.09    | 22              | 56.52           | 24               | 107.57           |
| 24                                | Sondre Oddvoll Bøe    | Norvegia    | 162.85    | 23              | 55.24           | 23               | 107.61           |
| Eliminati dopo il programma corto |                       |             |           |                 |                 |                  |                  |
| 25                                | Igor Reznichenko      | Polonia     | 54.81     | 25              | 54.81           | N.D.             | N.D.             |
| 26                                | Nicholas Vrdoljak     | Croazia     | 53.45     | 26              | 53.45           | N.D.             | N.D.             |
| 27                                | Alexander Borovoj     | Ungheria    | 53.02     | 27              | 53.02           | N.D.             | N.D.             |
| 28                                | Thomas Kennes         | Paesi Bassi | 52.95     | 28              | 52.95           | N.D.             | N.D.             |
| 29                                | Anton Karpuk          | Bielorussia | 52.26     | 29              | 52.26           | N.D.             | N.D.             |
| 30                                | Mark Gorodnitsky      | Israele     | 51.72     | 30              | 51.72           | N.D.             | N.D.             |
| 31                                | Larry Loupolover      | Azerbaigian | 51.30     | 31              | 51.30           | N.D.             | N.D.             |
| 32                                | Engin Ali Artan       | Turchia     | 50.38     | 32              | 50.38           | N.D.             | N.D.             |
| 33                                | Daniel Samohin        | Israele     | 50.33     | 33              | 50.33           | N.D.             | N.D.             |
| 34                                | Michael Neuman        | Slovacchia  | 47.67     | 34              | 47.67           | N.D.             | N.D.             |
| 35                                | Nicky Obreykov        | Bulgaria    | 44.83     | 35              | 44.83           | N.D.             | N.D.             |
| 36                                | Mario-Rafael Ionian   | Austria     | 42.62     | 36              | 42.62           | N.D.             | N.D.             |

### Singolo Femminile
| Posizione                         | Nome                      | Nazione     | Punteggio | Programma Corto | Programma Corto | Programma Libero | Programma Libero |
| --------------------------------- | ------------------------- | ----------- | --------- | --------------- | --------------- | ---------------- | ---------------- |
| 1                                 | Evgenia Medvedeva         | Russia      | 229.71    | 1               | 78.92           | 1                | 150.79           |
| 2                                 | Anna Pogorilaya           | Russia      | 211.39    | 2               | 74.39           | 3                | 137.00           |
| 3                                 | Carolina Kostner          | Italia      | 210.52    | 3               | 72.40           | 2                | 138.12           |
| 4                                 | Maria Sotskova            | Russia      | 192.52    | 4               | 72.17           | 5                | 120.35           |
| 5                                 | Laurine Lecavelier        | Francia     | 188.10    | 5               | 63.81           | 4                | 124.29           |
| 6                                 | Nicole Rajičová           | Slovacchia  | 179.70    | 7               | 60.98           | 6                | 118.72           |
| 7                                 | Loena Hendrickx           | Belgio      | 172.71    | 11              | 55.41           | 7                | 117.30           |
| 8                                 | Ivett Tóth                | Ungheria    | 172.65    | 6               | 61.49           | 8                | 111.16           |
| 9                                 | Roberta Rodeghiero        | Italia      | 161.00    | 8               | 57.77           | 12               | 103.23           |
| 10                                | Nicole Schott             | Germania    | 160.63    | 9               | 56.88           | 10               | 103.75           |
| 11                                | Emmi Peltonen             | Finlandia   | 160.57    | 14              | 53.52           | 9                | 107.05           |
| 12                                | Anastasia Galustyan       | Armenia     | 155.14    | 10              | 56.40           | 14               | 98.74            |
| 13                                | Matilda Algotsson         | Svezia      | 154.63    | 18              | 51.35           | 11               | 103.28           |
| 14                                | Joshi Helgesson           | Svezia      | 152.86    | 13              | 53.93           | 13               | 98.93            |
| 15                                | Helery Hälvin             | Estonia     | 146.68    | 16              | 51.72           | 15               | 94.96            |
| 16                                | Maé-Bérénice Méité        | Francia     | 145.07    | 12              | 54.96           | 19               | 90.11            |
| 17                                | Nathalie Weinzierl        | Germania    | 143.40    | 22              | 48.70           | 17               | 94.70            |
| 18                                | Natasha McKay             | Regno Unito | 140.85    | 24              | 45.97           | 16               | 94.88            |
| 19                                | Angelīna Kučvaļska        | Lettonia    | 139.63    | 20              | 49.05           | 18               | 90.58            |
| 20                                | Michaela Lucie Hanzlíková | Rep. Ceca   | 138.23    | 15              | 52.39           | 21               | 85.84            |
| 21                                | Anna Khnychenkova         | Ucraina     | 136.57    | 21              | 48.93           | 20               | 87.64            |
| 22                                | Kerstin Frank             | Austria     | 132.08    | 17              | 51.47           | 24               | 80.61            |
| 23                                | Viveca Lindfors           | Finlandia   | 130.10    | 19              | 49.48           | 22               | 80.62            |
| 24                                | Anne Line Gjersem         | Norvegia    | 128.68    | 23              | 48.06           | 23               | 80.62            |
| Eliminate dopo il programma corto |                           |             |           |                 |                 |                  |                  |
| 25                                | Julia Sauter              | Romania     | 45.59     | 25              | 45.59           | N.D.             | N.D.             |
| 26                                | Daša Grm                  | Slovenia    | 43.48     | 26              | 43.48           | N.D.             | N.D.             |
| 27                                | Yasmine Kimiko Yamada     | Svizzera    | 42.33     | 27              | 42.33           | N.D.             | N.D.             |
| 28                                | Elžbieta Kropa            | Lituania    | 41.52     | 28              | 41.52           | N.D.             | N.D.             |
| 29                                | Antonina Dubinina         | Serbia      | 41.05     | 29              | 41.05           | N.D.             | N.D.             |
| 30                                | Colette Coco Kaminski     | Polonia     | 39.83     | 30              | 39.83           | N.D.             | N.D.             |
| 31                                | Aimee Buchanan            | Israele     | 38.49     | 31              | 38.49           | N.D.             | N.D.             |
| 32                                | Birce Atabey              | Turchia     | 35.59     | 32              | 35.59           | N.D.             | N.D.             |
| 33                                | Valentina Matos           | Spagna      | 34.79     | 33              | 34.79           | N.D.             | N.D.             |
| 34                                | Hristina Vassileva        | Bulgaria    | 24.55     | 34              | 24.55           | N.D.             | N.D.             |

### Coppie
| Posizione                         | Nome                                      | Nazione     | Punteggio | Programma Corto | Programma Corto | Programma Libero | Programma Libero |
| --------------------------------- | ----------------------------------------- | ----------- | --------- | --------------- | --------------- | ---------------- | ---------------- |
| 1                                 | Evgenija Tarasova / Vladimir Morozov      | Russia      | 227.58    | 1               | 80.82           | 2                | 146.76           |
| 2                                 | Aliona Savchenko / Bruno Massot           | Germania    | 222.35    | 3               | 73.76           | 1                | 148.59           |
| 3                                 | Vanessa James / Morgan Ciprès             | Francia     | 220.02    | 2               | 74.18           | 3                | 145.84           |
| 4                                 | Ksenija Stolbova / Fëdor Klimov           | Russia      | 216.51    | 4               | 73.70           | 4                | 142.81           |
| 5                                 | Natalia Zabiiako / Alexander Enbert       | Russia      | 200.75    | 5               | 72.38           | 5                | 128.37           |
| 6                                 | Valentina Marchei / Ondřej Hotárek        | Italia      | 191.93    | 6               | 66.53           | 6                | 125.40           |
| 7                                 | Anna Dušková / Martin Bidař               | Rep. Ceca   | 189.09    | 7               | 65.90           | 7                | 123.19           |
| 8                                 | Nicole Della Monica / Matteo Guarise      | Italia      | 180.99    | 8               | 63.97           | 8                | 117.02           |
| 9                                 | Miriam Ziegler / Severin Kiefer           | Austria     | 165.63    | 9               | 57.14           | 9                | 108.49           |
| 10                                | Tatiana Danilova / Mikalai Kamianchuk     | Bielorussia | 151.55    | 10              | 53.27           | 10               | 98.28            |
| 11                                | Rebecca Ghilardi / Filippo Ambrosini      | Italia      | 148.48    | 14              | 50.71           | 11               | 97.77            |
| 12                                | Minerva Fabienne Hase / Nolan Seegert     | Germania    | 147.40    | 13              | 51.27           | 12               | 96.13            |
| 13                                | Lola Esbrat / Andrei Novoselov            | Francia     | 145.72    | 11              | 52.51           | 13               | 93.21            |
| 14                                | Zoe Jones / Christopher Boyadji           | Regno Unito | 143.42    | 12              | 52.32           | 14               | 91.10            |
| 15                                | Lana Petranović / Antonio Souza-Kordeiru  | Croazia     | 140.09    | 15              | 49.25           | 15               | 90.84            |
| 16                                | Arina Cherniavskaia / Evgeni Krasnopolski | Israele     | 133.32    | 16              | 47.92           | 16               | 85.40            |
| Eliminati dopo il programma corto |                                           |             |           |                 |                 |                  |                  |
| 17                                | Ioulia Chtchetinina / Noah Scherer        | Svizzera    | 47.52     | 17              | 47.52           | N.D.             | N.D.             |
| 18                                | Goda Butkutė / Nikita Ermolaev            | Lituania    | 44.79     | 18              | 44.79           | N.D.             | N.D.             |

### Danza
| Posizione                         | Nome                                         | Nazione     | Punteggio | Programma Corto | Programma Corto | Programma Libero | Programma Libero |
| --------------------------------- | -------------------------------------------- | ----------- | --------- | --------------- | --------------- | ---------------- | ---------------- |
| 1                                 | Gabriella Papadakis / Guillaume Cizeron      | Francia     | 189.67    | 3               | 75.48           | 1                | 114.19           |
| 2                                 | Anna Cappellini / Luca Lanotte               | Italia      | 186.64    | 2               | 75.65           | 2                | 110.99           |
| 3                                 | Ekaterina Bobrova / Dmitri Soloviev          | Russia      | 186.56    | 1               | 76.18           | 3                | 110.38           |
| 4                                 | Isabella Tobias / Ilia Tkachenko             | Israele     | 169.29    | 5               | 69.35           | 4                | 99.94            |
| 5                                 | Alexandra Stepanova / Ivan Bukin             | Russia      | 166.93    | 6               | 68.17           | 5                | 98.76            |
| 6                                 | Charlène Guignard / Marco Fabbri             | Italia      | 163.68    | 4               | 70.46           | 7                | 93.22            |
| 7                                 | Laurence Fournier Beaudry / Nikolaj Sørensen | Danimarca   | 160.68    | 7               | 66.02           | 6                | 94.66            |
| 8                                 | Natalia Kaliszek / Maksym Spodyriev          | Polonia     | 156.02    | 10              | 63.35           | 8                | 92.67            |
| 9                                 | Oleksandra Nazarova / Maksym Nikitin         | Ucraina     | 154.65    | 9               | 63.36           | 10               | 91.29            |
| 10                                | Victoria Sinitsina / Nikita Katsalapov       | Russia      | 154.51    | 8               | 64.67           | 12               | 89.84            |
| 11                                | Alisa Agafonova / Alper Uçar                 | Turchia     | 153.68    | 11              | 62.33           | 9                | 91.35            |
| 12                                | Marie-Jade Lauriault / Romain Le Gac         | Francia     | 152.40    | 12              | 61.48           | 11               | 90.92            |
| 13                                | Sara Hurtado / Kirill Khaliavin              | Spagna      | 141.36    | 13              | 56.52           | 15               | 84.84            |
| 14                                | Kavita Lorenz / Joti Polizoakis              | Germania    | 141.32    | 15              | 54.63           | 13               | 86.69            |
| 15                                | Lilah Fear / Lewis Gibson                    | Regno Unito | 136.99    | 19              | 50.75           | 14               | 86.24            |
| 16                                | Lucie Myslivečková / Lukáš Csölley           | Slovacchia  | 136.64    | 17              | 52.84           | 16               | 83.80            |
| 17                                | Cecilia Törn / Jussiville Partanen           | Finlandia   | 131.11    | 14              | 54.99           | 18               | 76.12            |
| 18                                | Taylor Tran / Saulius Ambrulevičius          | Lituania    | 129.95    | 20              | 49.87           | 17               | 80.08            |
| 19                                | Tina Garabedian / Simon Proulx-Sénécal       | Armenia     | 128.05    | 16              | 53.00           | 19               | 75.05            |
| 20                                | Viktoria Kavaliova / Yurii Bieliaiev         | Bielorussia | 125.42    | 18              | 52.39           | 20               | 73.03            |
| Eliminati dopo il programma corto |                                              |             |           |                 |                 |                  |                  |
| 21                                | Robynne Tweedale / Joseph Buckland           | Regno Unito | 49.55     | 21              | 49.55           | N.D.             | N.D.             |
| 22                                | Jasmine Tessari / Francesco Fioretti         | Italia      | 49.44     | 22              | 49.44           | N.D.             | N.D.             |
| 23                                | Olga Jakushina / Andrey Nevskiy              | Lettonia    | 49.14     | 23              | 49.14           | N.D.             | N.D.             |
| 24                                | Varvara Ogloblina / Mikhail Zhirnov          | Azerbaigian | 48.45     | 24              | 48.45           | N.D.             | N.D.             |
| 25                                | Victoria Manni / Carlo Röthlisberger         | Svizzera    | 47.19     | 25              | 47.19           | N.D.             | N.D.             |
| 26                                | Nicole Kuzmichová / Alexandr Sinicyn         | Rep. Ceca   | 47.16     | 26              | 47.16           | N.D.             | N.D.             |
| 27                                | Tatiana Kozmava / Alexei Shumski             | Georgia     | 43.80     | 27              | 43.80           | N.D.             | N.D.             |
| 28                                | Hanna Jakucs / Dániel Illés                  | Ungheria    | 43.50     | 28              | 43.50           | N.D.             | N.D.             |
| 29                                | Katerina Bunina / Germand Frolov             | Estonia     | 39.47     | 29              | 39.47           | N.D.             | N.D.             |
| 30                                | Adel Tankova / Ronald Zilberberg             | Israele     | 38.49     | 30              | 38.49           | N.D.             | N.D.             |